# William Justin Kroll
William Justin Kroll (nacido con el nombre Guillaume Justin Kroll; 24 de noviembre de 1889 - 30 de marzo de 1973) fue un metalúrgico de Luxemburgo. Es más conocido por haber inventado el proceso Kroll en el año 1940, y que se ha empleado comercialmente en la extracción del titanio metálico procedente de las menas. 

## Biografía
Kroll nació en la commune de Esch-sur-Alzette en Luxemburgo. Durante el transcurso de la Segunda Guerra Mundial, el inmigró a los Estados Unidos donde las necesidades de titanio eran un esfuerzo necesario para la guerra. Mientras trabajaba en el U.S. Bureau of Mines hizo esfuerzos por caracterizar a los compuestos de circonio. Murió en Bruselas en el año 1973. Kroll fue propuesto a la National Inventors Hall of Fame en el año 2000.